# The X Factor
The X Factor — музичний альбом гурту Iron Maiden. Виданий 2 жовтня 1995 року.

## Трек-лист
| #     | Назва                        | Автор             | Тривалість |
| ----- | ---------------------------- | ----------------- | ---------- |
| 1.    | «Sign of the Cross»          | Стів Гарріс       | 11:16      |
| 2.    | «Lord of the Flies»          | Гарріс Янік Ґерс  | 5:02       |
| 3.    | «Man on the Edge»            | Блейз Бейлі Ґерс  | 4:10       |
| 4.    | «Fortunes of War»            | Гарріс            | 7:25       |
| 5.    | «Look for the Truth»         | Бейлі Ґерс Гарріс | 5:10       |
| 6.    | «The Aftermath»              | Гарріс Бейлі Ґерс | 6:20       |
| 7.    | «Judgement of Heaven»        | Гарріс            | 5:10       |
| 8.    | «Blood on the World's Hands» | Гарріс            | 6:00       |
| 9.    | «The Edge of Darkness»       | Гарріс Бейлі Ґерс | 6:39       |
| 10.   | «2 A.M.»                     | Бейлі Ґерс Harris | 5:37       |
| 11.   | «The Unbeliever»             | Гарріс Ґерс       | 8:05       |
| 70:54 |                              |                   |            |

| Бонус-диск до японського видання | Бонус-диск до японського видання | Бонус-диск до японського видання | Бонус-диск до японського видання |
| #                                | Назва                            | Автор                            | Тривалість                       |
| -------------------------------- | -------------------------------- | -------------------------------- | -------------------------------- |
| 1.                               | «Justice of the Peace»           | Гарріс Дейв Меррей               | 3:34                             |
| 2.                               | «I Live My Way»                  | Гарріс Бейлі Ґерс                | 3:48                             |
| 3.                               | «Judgement Day»                  | Бейлі Ґерс                       | 4:02                             |
| 11:24                            |                                  |                                  |                                  |

## Над альбомом працювали

### Iron Maiden
- Блейз Бейлі — вокал
- Дейв Меррей — гітара
- Янік Ґерс — гітара
- Стів Гарріс — бас-гітара
- Ніко МакБрейн — барабани

### За участі
- Майкл Кінні — синтезатор
- Хор «The Xpresion»

## Чарти

### Щотижневі чарти
| Чарт (1995)                                        | Найвища позиція |
| -------------------------------------------------- | --------------- |
| Australian Albums (ARIA)                           | 64              |
| Австрія Austrian Albums (Ö3 Austria)               | 19              |
| Бельгія Belgian Albums (Ultratop Flanders)         | 19              |
| Бельгія Belgian Albums (Ultratop Wallonia)         | 8               |
| Нідерланди Dutch Albums (MegaCharts)               | 29              |
| Фінляндія Finnish Albums (Suomen virallinen lista) | 2               |
| French Albums (SNEP)                               | 11              |
| Німеччина German Albums (Offizielle Top 100)       | 16              |
| Угорщина Hungarian Albums (MAHASZ)                 | 23              |
| Italian Albums (FIMI)                              | 5               |
| Japanese Albums (Oricon)                           | 17              |
| Норвегія Norwegian Albums (VG-lista)               | 6               |
| Scottish Albums (OCC)                              | 15              |
| Spanish Albums (AFYVE)                             | 21              |
| Швеція Swedish Albums (Sverigetopplistan)          | 4               |
| Швейцарія Swiss Albums (Schweizer Hitparade)       | 27              |
| Велика Британія UK Albums (OCC)                    | 8               |
| США Billboard 200                                  | 147             |

| Чарт (2017)                         | Найвища позиція |
| ----------------------------------- | --------------- |
| Італія Italian Albums (FIMI)        | 55              |
| Іспанія Spanish Albums (PROMUSICAE) | 75              |

## Сертифікації
| Регіон                                       | Сертифікація | Продажі |
| -------------------------------------------- | ------------ | ------- |
| Велика Британія (BPI)                        | Срібний      | 60 000* |
| *продажі, що базуються лише на сертифікаціях |              |         |